# Giuliano Tadeo Aranda
Giuliano Tadeo Aranda (* 21. Februar 1974 in Santo André), auch bekannt als Magrão, ist ein ehemaliger brasilianischer Fußballspieler.

## Karriere
Magrão begann seine Profilaufbahn 1992 beim brasilianischen Erstligisten SE Palmeiras in São Paulo. Mit dem Verein wurde er 1993 und 1994 brasilianischer Meister. Von 1995 bis 1996 war er außerdem noch bei den Vereinen Goiás EC und Coritiba FC unter Vertrag. 1996 unterschrieb er einen Vertrag beim japanischen Erstligisten Verdy Kawasaki. 1996 gewann er mit dem Verein den Kaiserpokal. Für Kawasaki bestritt er 23 Erstligaspiele und schoss dabei 19 Tore. 1998 kehrte er zu Palmeiras zurück. Danach spielte er bei CD Badajoz (Spanien), Grêmio FBPA, Botafogo FR und AD São Caetano. Für São Caetano bestritt er 23 Erstligaspiele und schoss dabei 11 Tore. 2001 wurde er mit dem Verein Vizemeister der Campeonato Brasileiro de Futebol. 2002 wechselte er zum japanischen Gamba Osaka. Für Osaka bestritt er 63 Erstligaspiele und schoss dabei 42 Tore. Ende 2004 beendete er seine Karriere als Fußballspieler.

## Erfolge
Palmeiras
- Brasilianischer Meister: 1993, 1994
- Torneio Rio-São Paulo: 1993
- Copa Mercosur: 1998

Verdy Kawasaki
- Japanischer Pokalsieger: 1996